# Bebengan
Bebengan is een bestuurslaag in het regentschap Kendal van de provincie Midden-Java, Indonesië. Bebengan telt 7130 inwoners (volkstelling 2010).